# Профессор и призрачный убийца
«Профессор и призрачный убийца» (англ. The Ritual Killer) — американский триллер 2023 года  режиссёра Джорджа Галло. Выпущен компанией Screen Media 10 марта 2023 года.

## Сюжет
Инспектор Марио Лавацци в Риме находит изуродованный труп жертвы серийного убийцы, очевидно, приносящего людей в жертву по неким африканским ритуалам. Итальянской полиции удаётся напасть на след некоего Мгушу Рандоку, однако темнокожий атлет, проявив необычайную прыть, отрывается от полиции, едва не убив при этом самого Лавацци. Рандоку встречается с бизнесменом и политиком из ЮАР Шелби Фармером, предлагающим ему некую работу.
Детективы полиции штата Миссисипи Бойд и Керш арестовывают насильника, удерживавшего девушку-подростка. В то время как Керш выводит девушку, Бойд пускает пулю в лоб преступнику, мотивируя это перед комиссией необходимостью защиты. Бойда постоянно мучают кошмары. Его дочь, страдавшая эпилепсией, во время припадка упала с причала и захлебнулась в воде, жена не смогла простить Бойду, что он заснул и недоглядел, и в итоге застрелилась.
Полиция вылавливает из реки труп чудовищно изуродованной школьницы: ей, живой, вырезали глаза и некоторые внутренние органы. Вскоре пропадает очередной школьник. Бойд обращается к единственному в городе специалисту, профессору Маклзу — преподавателю африканистики в местном колледже, иммигранту из Лесото. Маклз неохотно соглашается сотрудничать, он считает, что убийца т. н. «целитель», который вырезает органы, чтобы создать т. н. «мути» — яство, дающее силу и сверхспособости, для богатых и влиятельных людей. Профессор прочитывает надпись на зулусском языке, оставленную Рандоку на месте жертвоприношения: «Я принимаю силу — Я становлюсь силой».
Двое полицейских замечают фургон Рандоку, похожий по описаниям на фургон похитителя, и заходят в бар, где Рандоку общается с барменшей. Темнокожий шаман буквально походя убивает полицейских. Полиция встаёт на дыбы, по отпечатку на стакане устанавливают личность Рандоку, а также выходят на Фармера с помощью Лавацци. Бойд припирает Фармера к стенке, однако бизнесмена не пугают его угрозы. В свою очередь Рандоку угрожает Маклзу, но профессор также не поддаётся угрозам. Полиция нападает на след Рандоку, но тот, как и в Риме, отрывается от погони, тяжело ранив детектива Керш.
Фармер делает Рандоку новый заказ, ему нужны органы молодой школьницы, спортсменки, передовой в учёбе. Фармер приглашает к себе подходящую кандидатуру, предлагая девушке стипендию. Парочка готовится принести девушку в жертву, Маклз предполагает, что жертвоприношение должно пройти в уединённом месте у воды. Маклз и Бойд спешат к одному из складов Фармера, подходящих под это условие. Бойд берёт на мушку Рандоку, но подошедший Фармер оглушает детектива. Маклз убивает Фармера и ранит Рандоку.
Бойд приходит в больницу, навестить Керш, и с удивлением узнаёт, что после того, как некий чернокожий старик почитал молитвы у её бокса, находящаяся на грани смерти женщина неожиданно резко пошла на поправку. Сам Бойд неожиданно избавляется от кошмаров, в одном из снов жена просит у него прощения. Бойд и Лавацци получают по почте одинаковые посылки. В коробке Бойд находит записку «Я достал его» (англ. I’ve got him) и «мути», приготовленные из глаз Рандоку. Бойд поедает глаза.

## В ролях
- Коул Хаузер — детектив Лукас Бойд
- Морган Фримен — профессор Маклз
- Вернон Дэвис — Мгушу Рандоку
- Брайан Карландер — Шелби Фармер
- Мюриэль Хилэр — детектив Керш
- Петер Стормаре — капитан Маршан
- Люк Стрет-Маклюр — детектив Клоссен
- Джузеппе Зено — главный инспектор Марио Лавацции

## Производство
В августе 2021 года было объявлено, что Джордж Галло снимет фильм триллер под названием «Мути». Сценарий был написан Бобом Боуэрсоксом, Дженнифер Леммон, Франческо Чинкемани, Джорджией Ианноне, Лукой Джилиберто и Фердинандо делл’Омо, на основе одноимённого рассказа Джоя Леммона, Чинкемани и Ианноне. Было объявлено что в фильме сыграют Морган Фримен, Коул Хаузер, Петер Стормаре, и Вернон Дэвис. Съёмки начались в том же месяце в городе Джэксон, штат Миссисипи. Фильм также снимался в Риме. В сентябре 2021 года, компания Redbox Entertainment приобрела права на распространение фильма в США и в Канаде.

## Релиз
В феврале 2023 вышел трейлер к фильму под названием The Ritual Killer. 10 марта 2023 года компания Screen Media выпустила фильм в кинотеатрах, на DVD и Blu-Ray (по запросу).

## Восприятие
На сайте-агрегаторе обзоров Rotten Tomatoes лишь 11% из 9 рецензий критиков носят положительный характер со средней оценкой 2,90/10.
Обозреватель «Киноафиши» Мария Бабаева высоко оценила триллер Галло, назвав его «изобретательным», а также отметила интригу, несколько неожиданных поворотов и   непредсказуемую развязку.